# Boom Boom
Pour les articles homonymes, voir Boom Boom (homonymie).
Singles de John Lee Hooker
Want Ad Blues
(1961) She's Mine
(1962)
Boom Boom est une chanson de John Lee Hooker sortie en 1962. Elle rencontre le succès dès sa parution, se classant 16e du Hot R&B et 60e du Billboard Hot 100.
C'est l'une des chansons les plus connues du bluesman, reprise par de nombreux artistes. 

## Composition et enregistrement
Avant d’enregistrer pour Vee-Jay Records, John Lee Hooker était avant tout un soliste, parfois accompagné d’un deuxième guitariste, comme Eddie Burns ou Eddie Kirkland, ses premiers collaborateurs. Cependant, pour Vee-Jay, il enregistre généralement avec un petit groupe d'accompagnement, comme dans les chansons Dimples, I Love You Honey ou No Shoes. Le pianiste de Détroit, Joe Hunter, qui a déjà travaillé avec Hooker, est de nouveau engagé pour la session d’enregistrement. Hunter amène avec lui la crème des musiciens de studio du label Motown, plus tard connus sous le nom de The Funk Brothers. Ils sont décrits comme « juste le bon groupe » pour Boom Boom. Hooker avait un sens unique du timing, ce qui exigeait des « sidemen aux grandes oreilles ».
Le Boom Boom original est un morceau de blues interprété up-tempo (168 bpm). La chanson est décrite comme « sûrement la structure musicale la plus stricte de toutes les compositions d'Hooker : ses vers collent avec application au format de douze mesures dont Hooker ne tient généralement pas compte ». 
La chanson utilise « une accroche stop-time qui ouvre sur l'un des riffs de guitare les plus mémorables du genre » et incorpore une section instrumentale dans le style boogie d'Hooker.
Le morceau comporte aussi d'autres caractéristiques de la syntaxe du blues : une quinte bémol dans le riff, une 7e semi-dominante et un effet call and response (ici dialogue entre la guitare et la basse).
Hooker affirme avoir écrit cette chanson lors d’un engagement prolongé au Apex Bar de Detroit :
« Je n'étais jamais à l'heure, j'arrivais toujours en retard. Et elle (la barmaid Willa) n'arrêtait pas de dire : "Boom boom, encore en retard". Chaque nuit: "Boom, boum - tu es encore en retard". J'ai dit "Hmm, c'est une chanson !" ... Je l'ai joué sur place, et les gens sont devenus fous ».
Le chant intègre plusieurs onomatopées telles que « how-how-how-how » et « hmm-hmm-hmm-hmm ». Boom Boom est devenu la chanson de Hooker « la plus mémorable, la plus attirante et la plus adaptable aux besoins des autres interprètes ». ZZ Top a ensuite utilisé des lignes similaires (« how-how-how-how ») pour son populaire La Grange.

### Musiciens
- John Lee Hooker : chant, guitare
- The Funk Brothers[1],[2] :
  - Joe Hunter : piano
  - James Jamerson : basse
  - Benny Benjamin : batterie
- Larry Veeder : guitare
- Hank Cosby : saxophone ténor
- Andrew « Mike » Terry : saxophone baryton

## Parution et classements
Boom Boom devient un succès lorsque la chanson  sort en single en mai 1962. Elle entre dans les charts Rhythm & Blues du magazine Billboard où elle reste huit semaines jusqu'à atteindre la 16e position. La chanson entre également dans le Billboard Hot 100, où elle a atteint le numéro 60, ce qui en fait l’un des deux seuls singles d'Hooker à entrer dans les charts pop. Elle est incorporée à l'album Burnin' chez Vee-Jay en 1962 (SR 1043), ainsi que dans de nombreuses compilations de Hooker, notamment John Lee Hooker: The Ultimate Collection.
Trente ans plus tard, la chanson atteint le numéro 16 du classement des singles au Royaume-Uni après avoir été présentée dans une publicité pour les jeans Lee Cooper en 1992.
John Lee Hooker enregistre plusieurs versions ultérieures. Après le succès de la version des Animals, il ré-enregistre la chanson chez Stateside Records, sous le titre plus long Boom Boom Boom, pour la face B de Cry Before I Go en 1968. Il retravaille la chanson en tant que Bang Bang Bang Bang pour son album Live at Soledad Prison, et comme chanson-titre pour son album de 1992, Boom Boom, avec Jimmie Vaughan. Il l'interprète dans le film de 1980 The Blues Brothers, jouant un musicien de rue de South Side Chicago, mais la chanson elle-même ne figure pas dans la bande originale du film.
Singles de The Animals
I'm Crying
(1964) Don't Let Me Be Misunderstood
(1964)
Pistes de The Animals 
Memphis, Tennessee
(10) Around and Around
(12)

## The Animals
Le groupe de rock anglais The Animals enregistre Boom Boom pour son premier album britannique publié en octobre 1964, The Animals (la chanson n'est pas présente sur la version américaine de l'album). Leur interprétation blues-rock suit globalement celle de John Lee Hooker, bien qu’ils ajoutent les paroles « shake it baby » en réponse au refrain et « come on shake » dans la partie centrale, inspirées par le Shake It Baby du même Hooker (enregistré pendant la tournée de l'American Folk Blues Festival en Europe en 1962, où il devient célèbre en 1963).
La version des Animals sort en single en Amérique du Nord en novembre 1964,. Elle atteint le numéro 43 du Billboard Hot 100 et le numéro 14 dans le classement Top 40 & 5 singles du magazine RPM au Canada. La chanson sort également en Australie et en Inde, et figure sur le deuxième album américain des Animals, The Animals on Tour (1965), sur un EP 4 titres anglais paru en mars 1965, ainsi que sur divers albums de compilation (avec parfois les douze mesures du solo de guitare supprimées).
Une première version avait d'abord été enregistrée par le groupe, qui s'appelait encore The Alan Price Rhythm & Blues Combo et éditée sur un EP 4 titres paru à seulement 99 exemplaires en octobre 1963. Au fil des ans, plusieurs versions de Boom Boom sont enregistrées par le groupe dans ses différentes compositions, ainsi que par ses anciens membres Eric Burdon et Alan Price. En 2012, la version originale de 1964 est utilisée dans le film Skyfall.

## Reconnaissance et héritage
En 1995, Boom Boom de John Lee Hooker figure dans la liste des « 500 chansons qui ont façonné le rock 'n' roll » du Rock and Roll Hall of Fame. En 2003, la chanson a été classée 220e parmi les 500 plus grandes chansons de tous les temps par le magazine Rolling Stone. Elle est intronisée au Hall of Fame de la Blues Foundation en 2009 dans la catégorie « Classic of Blues Recording ». Un sondage du Detroit Free Press en 2016 classe la chanson au numéro 37 des « Cent plus grandes chansons de Détroit ». La même année, elle reçoit le Grammy Hall of Fame Award.

### Reprises
Boom Boom a fait l'objet d'un grand nombre de reprises par différents artistes du blues et du rock. Parmi les plus célèbres, on peut citer notamment :
- Rufus Thomas sur l'album Walking The Dog (1963)
- The Yardbirds en single en avril 1964 (enregistré en décembre 1963)
- Shadows of Knight sur l'album Gloria (1966)
- Jimmy Smith sur l'album Hoochie Cooche Man  (1966)
- Mae West sur l'album Way Out West (1966)
- Them sur l'album Belfast Gypsies  (1967)
- Ten Years After en incluent un extrait au cœur de la chanson I'm Going Home (1968)
- Collective Consciousness Society sur l'album C.C.S. (1970)
- Tony Joe White sur l'album Tony Joe (1970)
- Dr. Feelgood sur l'album Down by the Jetty (1975)
- Bruce Springsteen et le E Street Band lors d'un concert à Copenhague en 1988, événement retransmis dans l'émission de télévision Bossen i byen[26].
- Trust, sur l'album En attendant ... (brouillard en novembre, Noël en décembre) (1988)
- Big Head Todd and the Monster, pour l'album Beautiful World (1997), avec la participation de John Lee Hooker en personne, de passage ce jour-là dans le même studio.
- The Jimmy Rogers All-Stars, avec Jimmy Page, Robert Plant et Eric Clapton [Gonna Shoot You Right Down (Boom Boom)], sur l'album Blues Blues Blues (1998)
- Buddy Guy (medley Boom Boom / Strange Brew) sur Live at Legends (2012)

Georges Aber et André Salvet adaptent la chanson en français pour le groupe Les Missiles. La chanson intitulée Boum ! Boum ! paraît sur l'EP 4 titres Je n'en veux pas d'autre que toi en 1965.
Le morceau de John Lee Hooker est samplé par The Invincible Bullies featuring Joell Ortiz en 2011 sur le titre Boom Boom, et par Brandy sur Beggin & Pleadin en 2016.

### Cinéma, télévision et autres médias
La chanson, interprétée par John Lee Hooker ou par d'autres artistes, apparaît dans de nombreux films de cinéma ou de télévision, des séries télévisées, des documentaires, des dessins animés ou des jeux vidéo .

#### par John Lee Hooker
Il la chante en 1980 dans le film de John Landis The Blues Brothers, interprétant son propre rôle.
On l'entend aussi, entre autres, dans les films suivants :
- Jimmy Reardon, de William Richert en 1988
- Les Adversaires, de Ron Shelton en 1999
- Impostor, de Gary Fleder en 2001
- Tideland de Terry Gilliam en 2005
- Le Loup de Wall Street de Martin Scorsese en 2013
- Match retour de Peter Segal en 2014
- Le Droit chemin, épisode de la série Person of Interest en 2012
- La Clé de Salomon, épisode de la série Sleepy Hollow en 2013

#### par Big Head Todd & The Monsters (featuring John Lee Hooker)
- Waterboy de Frank Coraci en 1998
- Mi-temps au mitard de Peter Segal en 2005
- Contrebande de Baltasar Kormákur en 2012

Cette version est utilisée pour le générique de la série NCIS : Nouvelle-Orléans.

#### autres
David Clayton-Thomas interprète la chanson pour le film Operation Dumbo Drop de Simon Wincer en 1995.
La version des Animals de 1964 est utilisée dans le film Skyfall de Sam Mendes en 2012.